# 御用木
御用木（ごようぎ）とは、近世の日本において、宮中・幕府・諸藩・寺社などの命令を受けて独占的に製造・納入された高級木材のこと。
御用木は幕府や藩が公用（幕府の用に供するために諸藩が調達した物も含む）に用いるために切りだされた木材であったために、非常に厳選されただけでなく、採運費が安く抑えられかつ途中の川役などの通行税を免除されていた。このため、一般の木材と区別するために御用木と判別できる略符などを木口に刻んでおくのが普通であった。
ところが、江戸時代中期以後になると財政難を理由として江戸幕府や諸藩は「御用木」と称して安価で材木を確保して実際には都市などの材木業者に高値で売りつける場合も現れ、悪質な場合には実際には他領の安価な木材を秘かに買付させてそれを「御用木」と称して売る事例もあった。